# Luthela
Luthela – rodzaj pająków z rodziny Liphistiidae i podrodziny Heptathelinae. Obejmuje 11 opisanych gatunków. Wszystkie są endemitami Chin.

## Morfologia i zasięg
Samce osiągają długość ciała od 12,1 do 18,6 mm, a samice od 12,5 do 27 mm. Nogogłaszczki samca charakteryzują się trzema wyraźnymi apofizami na tegulum oraz konduktorem o gładkiej powierzchni i dwóch długich kolcach, górnym i dolnym – cecha ta odróżnia je od innych Heptathelinae z wyjątkiem rodzaju Songthela. Od tego ostatniego samce Luthela odróżnić można po większych i regularnych zębach na krawędzi kontrategularnej. Genitalia samicy zawierają dwie pary klastrów zbiorniczków nasiennych, z których środkowa ma rurkowate szypułki leży na przedniej krawędzi torebki kopulacyjnej, a boczna przesunięta jest względem owej torebki grzbietowo-bocznie.
Rodzaj palearktyczny, endemiczny dla północnych Chin, rozmieszczony od Jangcy do zlewni Rzeki Żółtej, podawany z Hebei, Henanu, Hubei, Pekinu, Shaanxi, Shanxi, Szantungu i Syczuanu.

## Taksonomia

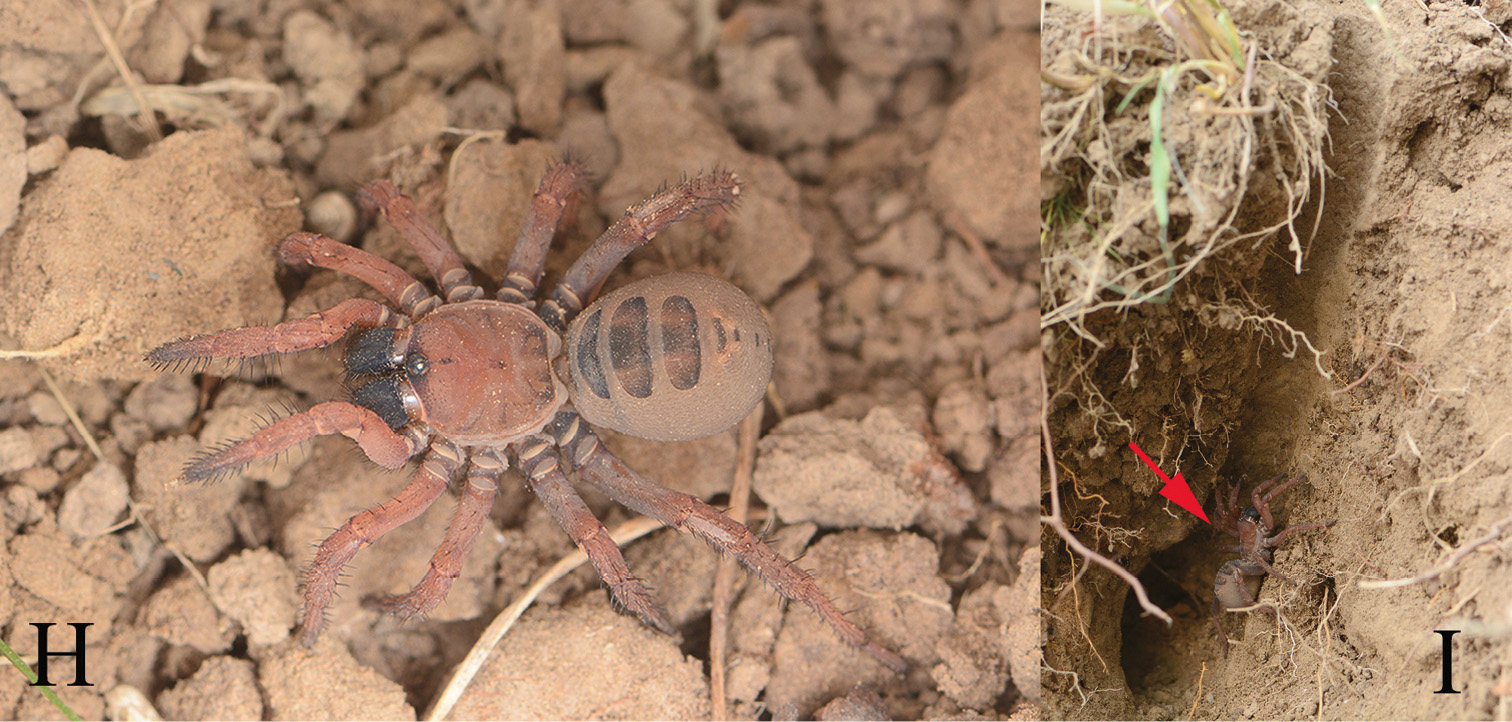
Luthela beijing. H: osobnik w środowisku naturalnym, I: nora w przekroju pionowym

Takson ten wprowadzony został w 2022 roku przez Xu Xina i Li Yu na łamach „Zootaxa”. Człon lu- w nazwie rodzajowej odnosić się ma do Szantungu. Gatunkiem typowym wyznaczono L. yiyuan opisanego w tej samej publikacji.
Wyniki przeprowadzonej przez Wei Miana, Wang Shuqiao i Lin Yuchenga analizy filogenetycznej wskazują na zajmowanie przez Luthela pozycji siostrzanej dla kladu obejmującego rodzaje Qiongthela, Ryuthela i Heptathela.
Do rodzaju zalicza się 11 opisanych gatunków:
- Luthela asuka Wei et Lin, 2023
- Luthela badong Xu, Yu, Liu et Li, 2022
- Luthela beijing Wei et Lin, 2023
- Luthela dengfeng Xu, Yu, Liu et Li, 2022
- Luthela handan Xu, Yu, Liu et Li, 2022
- Luthela kagami Wei et Lin, 2023
- Luthela luotianensis (Yin, Tang, Zhao et Chen, 2002)
- Luthela schensiensis (Schenkel, 1953)
- Luthela taian Xu, Yu, Liu et Li, 2022
- Luthela yiyuan Xu, Yu, Liu et Li, 2022
- Luthela yuncheng Xu, Yu, Liu et Li, 2022